# La ballena
La ballena (título original en inglés: The Whale) es una película de drama psicológico estadounidense de 2022, dirigida por Darren Aronofsky. Escrita por Samuel D. Hunter, basada en su obra del mismo nombre, cuenta la historia de un profesor de literatura solitario con obesidad mórbida que intenta restaurar su relación con su hija adolescente para así poder reconocer que hizo algo valioso por su vida. La cinta está protagonizada por Brendan Fraser, Sadie Sink, Ty Simpkins, Hong Chau y Samantha Morton.
La película se estrenó mundialmente en el 79.º Festival Internacional de Cine de Venecia en septiembre de 2022, donde recibió una ovación de pie que duró varios minutos, incluido un aplauso de más de seis minutos contados para Fraser. Además, Fraser fue nominado y ganó en los Premios Óscar en la categoría de Mejor Actor y ganó en los Premios de la Crítica Cinematográfica. La película también ha recibido nominaciones a los Premios Óscar a la Mejor Actriz de Reparto (Chau) y Mejor Maquillaje y Peluquería.

## Argumento
Charlie (Brendan Fraser) es un profesor de inglés con sede en Idaho que nunca sale de su apartamento y pasa su tiempo organizando cursos de escritura en línea para estudiantes universitarios a través de videoconferencia, pero mantiene su cámara web apagada; con 272 kg, se avergüenza de tener obesidad mórbida y tiene miedo de mostrar su apariencia a los estudiantes. Charlie es atendido por Liz (Hong Chau), su enfermera y única amiga, quien lo insta a visitar un hospital por riesgo grave de insuficiencia cardíaca congestiva, pero él se niega porque le preocupa que nunca podrá pagar la deuda resultante. También lo visita Thomas (Ty Simpkins), quien dice ser un misionero de la Iglesia New Life y quiere que Charlie se salve. Charlie pide pizza con frecuencia, siguiendo una rutina constante con el repartidor Dan (Sathya Sridharan), quien deja la pizza y recoge el pago en efectivo del buzón sin que los dos interactúen más allá de intercambiar algunas cortesías a través de la puerta.
Charlie espera volver a conectarse con su hija adolescente distanciada, Ellie (Sadie Sink), a quien no ha visto en ocho años. Charlie le ofrece los 120.000 dólares de su cuenta bancaria si pasa tiempo con él sin el conocimiento de su madre. Ellie acepta cuando él accede a ayudarle a reescribir un ensayo escolar, aunque él dice que ella también debe escribir en un cuaderno que le da. Liz está disgustada por las frecuentes visitas de Thomas y le dice que Charlie no necesita ser salvado. Ella revela que es la hija adoptiva del pastor principal de New Life y que su hermano era Alan, el novio fallecido de Charlie cuya muerte por suicidio debido a la culpa religiosa hizo que Charlie comenzara a comer compulsivamente sin control. A pesar de las objeciones de Liz, Thomas todavía cree que su misión es ayudar a Charlie.
Cuando la salud de Charlie comienza a decaer, Liz le lleva una silla de ruedas para que le resulte más fácil moverse por su apartamento. Un día, Ellie desliza en secreto pastillas para dormir en el sándwich de Charlie. Después de que se queda dormido, llega Thomas y Ellie comienza a interrogarlo mientras los dos fuman marihuana. Thomas admite que se sintió insatisfecho, por lo que robó el dinero de su grupo de jóvenes y se escapó de su familia y de la iglesia en Waterloo, Iowa. Ellie graba en secreto su confesión en su teléfono. Liz trae de visita a Mary (Samantha Morton), la exesposa de Charlie y la madre de Ellie. Se revela la verdad sobre las reuniones secretas de Ellie con su padre, y se produce un acalorado intercambio en el que Charlie revela la cantidad en su cuenta bancaria que planeaba dejar a Ellie. Enojada porque Charlie le mintió acerca de no tener dinero para la atención médica, Liz sale corriendo, dejando a Mary y Charlie solos para discutir sobre la ruptura de su matrimonio y sus fracasos como padres. Cuando Mary se va, Charlie admite entre lágrimas que espera que Ellie sea la confirmación que necesita de que hizo al menos una cosa bien con su vida.
Charlie pide las pizzas y le dice a Dan que tome el dinero que lo dejó en el buzón y que puede irse pero en vez de eso Dan se quedó esperando para conocerlo. Cuando Dan reacciona con asombro y disgusto después de ver a Charlie por primera vez, Charlie experimenta un episodio severo de atracones comiéndose toda la comida incluyendo las pizzas que pidió, todo lo que aparece en el refrigerador y también en la despensa con un ataque de ansiedad. Envía un correo electrónico cargado de blasfemias a sus alumnos, diciéndoles que escriban algo honesto. Mientras seguía comiendo de más de forma compulsiva sin control comenzó a vomitar y no podía comer más. Thomas visita a Charlie por última vez para informarle que se mudará de regreso a casa después de que Ellie envió su confesión a su antiguo grupo de jóvenes y familia, quienes, para su sorpresa, lo perdonaron instantáneamente y le darán la bienvenida. Intenta predicarle a Charlie, quien lo regaña cuando culpa a la homosexualidad de Alan por su muerte. Durante su próxima clase en línea, Charlie revela que lo reemplazarán debido a quejas y lee algunas de las presentaciones de los estudiantes que siguieron sus instrucciones para escribir algo honesto. Para corresponder a su honestidad, enciende su cámara web por primera vez, lo que hace que los estudiantes reaccionen con sorpresa; él les dice que su verdadero yo es lo único que importa, luego rompe su computadora portátil arrojándola al otro lado de la habitación.
Sintiéndose culpable por abandonarlo, Liz consuela a Charlie cuando se acerca a la muerte. Algún tiempo después de que ella se va, Ellie irrumpe en el apartamento para confrontarlo por su ensayo reescrito. Él revela que reemplazó su ensayo reescrito con un ensayo crítico de Moby-Dick que ella escribió en octavo grado, ya que lo consideró el ensayo más honesto que jamás había leído. Ellie entre lágrimas reprende a Charlie mientras intenta reconciliarse por última vez, y él le pide que le lea el ensayo. Ellie lee el ensayo a regañadientes mientras Charlie se pone de pie e intenta caminar hacia ella sin ayuda, lo que había intentado pero no pudo hacer durante la primera visita de Ellie. Cuando Ellie termina de leer, Charlie comienza a flotar mientras él y Ellie quedan envueltos en una luz blanca brillante. La toma final es un recuerdo de ellos en una visita familiar a la playa, de la que Charlie había recordado antes.

## Reparto
- Brendan Fraser como Charlie
- Sadie Sink como Ellie (Adolescente)
  - Jacey Sink como  Ellie (Niña)
- Ty Simpkins como Thomas
- Hong Chau como Liz
- Samantha Morton como Mary
- Sathya Sridharan como Dan, el repartidor de pizza[2]

## Producción
El 11 de enero de 2021, se anunció que A24 había adquirido los derechos globales de The Whale, película que sería dirigida por Darren Aronofsky y protagonizada por Brendan Fraser. En febrero de 2021, Hong Chau, Sadie Sink y Samantha Morton se unieron al elenco y el 4 de marzo de 2021 también se agregó Ty Simpkins. Finalmente, Sathya Sridharan también se sumó al reparto. 
La fotografía principal comenzó el 8 de marzo y concluyó el 7 de abril de 2021 en Newburgh, Nueva York. La película entró en posproducción en el mismo mes.
En una entrevista con Newsweek en junio de ese año, Fraser reveló que la película "ya estaba lista" y que su papel incluía "mucho maquillaje y prótesis".

## Lanzamiento

### Estreno

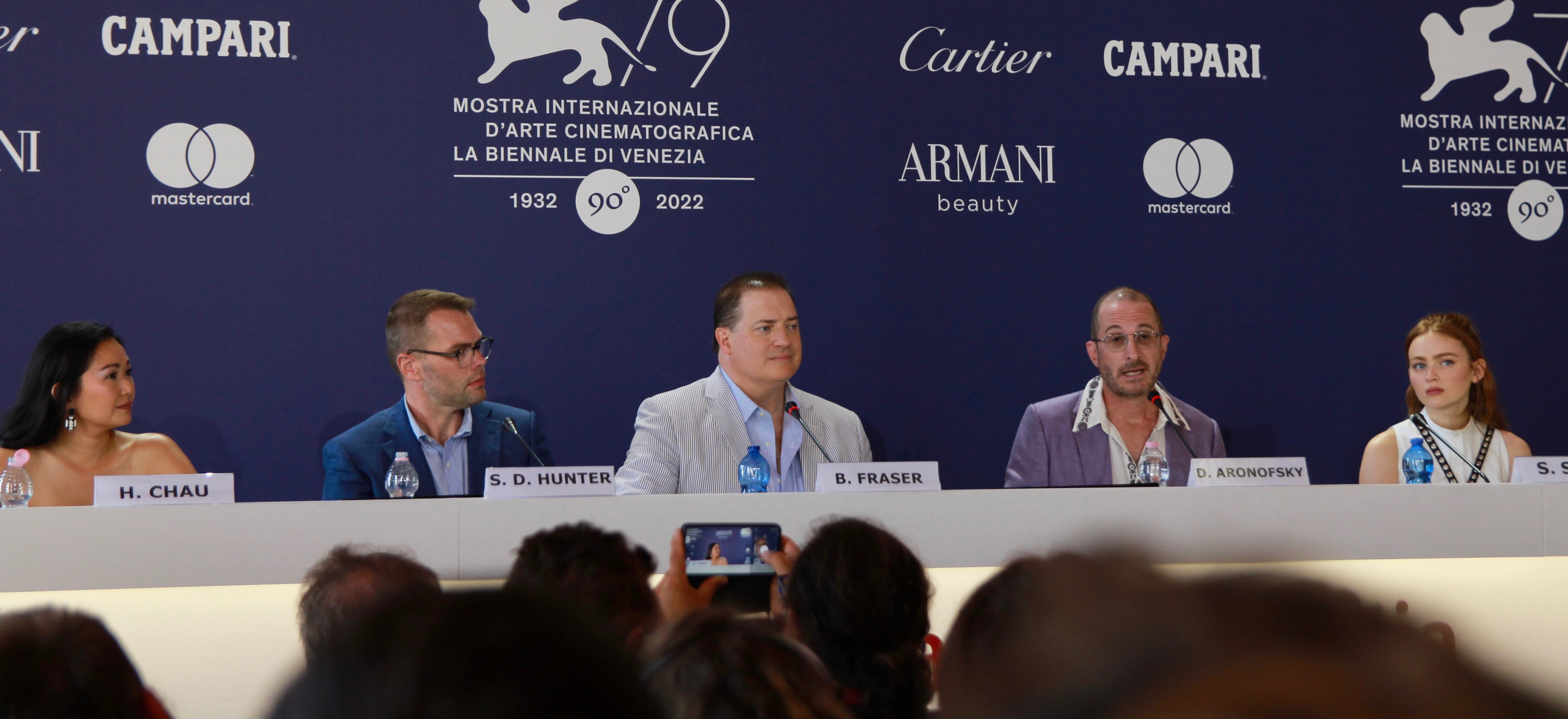
El elenco, el director y el escritor de la película durante una conferencia de prensa en el Festival Internacional de Cine de Venecia.

The Whale tuvo su estreno mundial en el 79° Festival Internacional de Cine de Venecia el 4 de septiembre de 2022, donde recibió una ovación de pie de seis minutos. Hizo su estreno en América del Norte en el Festival Internacional de Cine de Toronto de 2022 el 11 de septiembre de ese año. Tuvo un estreno limitado en cines en los Estados Unidos el 9 de diciembre de 2022, y luego se expandió a un estreno general el 21 de diciembre siguiente. 
La película se estrenó para plataformas VOD el 21 de febrero de 2023, con un lanzamiento en Blu-ray y DVD programado para el 14 de marzo de 2023.

### Taquilla
Al 14 de marzo de 2023, The Whale había recaudado $17 millones de dólares en los Estados Unidos y Canadá, y $19,7 millones en otros territorios, para un total mundial de $36,7 millones de dólares.
La película recaudó $1 millón de dólares en su tercer fin de semana (ampliándose de seis salas a 603) y $1,6 millones durante el marco navideño de cuatro días, y luego $1,4 millones de dólares en su cuarto fin de semana. Luego se expandió a 1,500 lugares en la sexta semana de su presentación en cines y recaudó $11 millones de dólares a nivel nacional, rompiendo de alguna manera temporalmente la tendencia actual de que el público en general pierda interés en películas de prestigio en un entorno cinematográfico alterado por la pandemia de COVID-19. Estos resultados se atribuyeron a los elogios y premios por el desempeño de Fraser. Cayó un 20% a nivel nacional tras el anuncio de que Fraser y Chau habían sido nominados en los Premios Óscar.

## Recepción

### Crítica
The Whale recibió reseñas generalmente positivas de parte de la crítica y de la audiencia. En el sitio web especializado Rotten Tomatoes, la película posee una aprobación de 64%, basada en 342 reseñas, con una calificación de 6.6/10 y con un consenso crítico que dice: "Sostenida por un espectacular Brendan Fraser, The Whale canta una canción de empatía que dejará a la mayoría de los espectadores lloriqueando". De parte de la audiencia tiene una aprobación de 85%, basada en más de 5000 votos, con una calificación de 4.2/5.
El sitio web Metacritic le dio a la película una puntuación de 60 sobre 100, basada en 57 reseñas, indicando "reseñas mixtas o promedio". En el sitio IMDb los usuarios le asignaron una calificación de 7.7/10, sobre la base de más de 189 000 votos, mientras que en la página web FilmAffinity la cinta tiene una calificación de 7.1/10, basada en 17 373 votos.

### Controversia
La película ha recibido críticas por su interpretación del personaje principal. La revista Time explicó la controversia, afirmando: "Algunos de los críticos de la película creen que perpetúa los tropos cansados de personas gordas como sufrimiento, depresión crónica y atracones". En el podcast Don't Let This Flop, E. J. Dickson dijo que la película recibió críticas por el uso de un traje protésico en lugar de elegir a un actor obeso, con acusaciones de que "estigmatiza y se burla de las personas gordas".En la sección de cultura de NPR, Jaclyn Diaz informó que esta crítica se extiende a los detractores que califican la premisa de la película como "inherentemente deshumanizante". 
Escribiendo para The New York Times, Roxane Gay expresó su opinión de que la empatía de la película era solo superficial y que la representación de Charlie reforzaba los estereotipos y las ideas preconcebidas antigordas. La periodista escribió que aunque Aronofsky dijo que quería dar una representación empática, ella "estaba desconcertada porque una representación empática no es en absoluto lo que se transmite en pantalla. Mientras miraba a la audiencia, me sorprendió el hecho de que solo había cuatro o más personas tan gordas en la audiencia y ninguna en la pantalla".

### Premios y nominaciones
| Premios                                             | Fecha                   | Categoría                                                 | Nominado/a                                   | Resultado     | Referencias |
| --------------------------------------------------- | ----------------------- | --------------------------------------------------------- | -------------------------------------------- | ------------- | ----------- |
| Premios AACTA                                       | 24 de febrero de 2023   | Mejor actor                                               | Brendan Fraser                               | Ganador       | [ 17 ]      |
| AARP Movies for Grownups Awards                     | 28 de enero de 2023     | Mejor actor                                               | Brendan Fraser                               | Nominado      | [ 18 ]      |
| Alianza de Mujeres Periodistas de Cine              | 5 de enero de 2023      | Mejor actor                                               | Brendan Fraser                               | Nominado      | [ 19 ]      |
| Alianza de Mujeres Periodistas de Cine              | 5 de enero de 2023      | Mejor actriz de reparto                                   | Hong Chau                                    | Nominada      | [ 19 ]      |
| Alianza de Mujeres Periodistas de Cine              | 5 de enero de 2023      | Mejor guion adaptado                                      | Samuel D. Hunter                             | Nominado      | [ 19 ]      |
| Alianza de Mujeres Periodistas de Cine              | 5 de enero de 2023      | Mejor interpretación                                      | Sadie Sink                                   | Nominada      | [ 19 ]      |
| Asociación de Críticos de Cine de Chicago           | 14 de diciembre de 2022 | Mejor actor                                               | Brendan Fraser                               | Nominado      | [ 20 ]      |
| Asociación de Críticos de Cine de Chicago           | 14 de diciembre de 2022 | Mejor actriz de reparto                                   | Hong Chau                                    | Nominada      | [ 20 ]      |
| Premios de la Crítica Cinematográfica               | 15 de enero de 2022     | Mejor actor                                               | Brendan Fraser                               | Ganador       | [ 21 ]      |
| Premios de la Crítica Cinematográfica               | 15 de enero de 2022     | Mejor actor/actriz joven                                  | Sadie Sink                                   | Nominada      | [ 21 ]      |
| Premios de la Crítica Cinematográfica               | 15 de enero de 2022     | Mejor guion adaptado                                      | Samuel D. Hunter                             | Nominado      | [ 21 ]      |
| Premios de la Crítica Cinematográfica               | 15 de enero de 2022     | Mejor peinado y maquillaje                                | The Whale                                    | Nominado      | [ 21 ]      |
| Asociación de Críticos de Cine de Dallas-Fort Worth | 19 de diciembre de 2022 | Mejor película                                            | The Whale                                    | Séptimo lugar | [ 22 ]      |
| Asociación de Críticos de Cine de Dallas-Fort Worth | 19 de diciembre de 2022 | Mejor actor                                               | Brendan Fraser                               | Nominado      | [ 22 ]      |
| Asociación de Críticos de Cine de Dallas-Fort Worth | 19 de diciembre de 2022 | Mejor actriz de reparto                                   | Hong Chau                                    | Nominada      | [ 22 ]      |
| Florida Film Critics Circle                         | 22 de diciembre de 2022 | Mejor actor                                               | Brendan Fraser                               | Nominado      | [ 23 ]      |
| Premios Globo de Oro                                | 10 de enero de 2023     | Mejor actor - Drama                                       | Brendan Fraser                               | Nominado      | [ 24 ]      |
| Premios Gotham                                      | 28 de noviembre de 2022 | Mejor interpretación                                      | Brendan Fraser                               | Nominado      | [ 25 ]      |
| Premios Gotham                                      | 28 de noviembre de 2022 | Mejor interpretación de reparto                           | Hong Chau                                    | Nominada      | [ 25 ]      |
| Hollywood Critics Association Awards                | 24 de febrero de 2023   | Mejor actor                                               | Brendan Fraser                               | Ganador       | [ 26 ]      |
| Hollywood Critics Association Awards                | 24 de febrero de 2023   | Mejor actriz de reparto                                   | Hong Chau                                    | Nominada      | [ 26 ]      |
| Hollywood Critics Association Awards                | 24 de febrero de 2023   | Mejor guion adaptado                                      | Samuel D. Hunter                             | Nominado      | [ 26 ]      |
| Hollywood Critics Association Creative Arts Awards  | 24 de febrero de 2023   | Mejor diseño de peinado y maquillaje                      | Adrien Morot, Judy Chin y Anne Marie Bradley | Ganadores     | [ 27 ]      |
| Hollywood Music in Media Awards                     | 16 de noviembre de 2022 | Mejor banda sonora original en una película independiente | Rob Simonsen                                 | Nominado      | [ 28 ]      |
| Indiana Film Journalists Association                | 19 de diciembre de 2022 | Mejor película                                            | The Whale                                    | Nominada      | [ 29 ]      |
| Indiana Film Journalists Association                | 19 de diciembre de 2022 | Mejor director                                            | Darren Aronofsky                             | Nominado      | [ 29 ]      |
| Indiana Film Journalists Association                | 19 de diciembre de 2022 | Mejor interpretación                                      | Brendan Fraser                               | Nominado      | [ 29 ]      |
| Indiana Film Journalists Association                | 19 de diciembre de 2022 | Mejor interpretación de reparto                           | Hong Chau                                    | Nominada      | [ 29 ]      |
| Indiana Film Journalists Association                | 19 de diciembre de 2022 | Mejor interpretación de reparto                           | Sadie Sink                                   | Nominada      | [ 29 ]      |
| Indiana Film Journalists Association                | 19 de diciembre de 2022 | Mejor guion adaptado                                      | Samuel D. Hunter                             | Nominado      | [ 29 ]      |
| Indiana Film Journalists Association                | 19 de diciembre de 2022 | Mejor banda sonora                                        | Rob Simonsen                                 | Nominado      | [ 29 ]      |
| Las Vegas Film Critics Society                      | 11 de diciembre de 2022 | Mejor película                                            | The Whale                                    | Nominada      | [ 30 ]      |
| Las Vegas Film Critics Society                      | 11 de diciembre de 2022 | Mejor director                                            | Darren Aronofsky                             | Nominado      | [ 30 ]      |
| Las Vegas Film Critics Society                      | 11 de diciembre de 2022 | Mejor actor                                               | Brendan Fraser                               | Ganador       | [ 30 ]      |
| Las Vegas Film Critics Society                      | 11 de diciembre de 2022 | Mejor actriz de reparto                                   | Hong Chau                                    | Nominada      | [ 30 ]      |
| Las Vegas Film Critics Society                      | 11 de diciembre de 2022 | Mejor guion adaptado                                      | Samuel D. Hunter                             | Nominado      | [ 30 ]      |
| Las Vegas Film Critics Society                      | 11 de diciembre de 2022 | Mejor actuación juvenil femenina (Sub-21)                 | Sadie Sink                                   | Nominada      | [ 30 ]      |
| London Film Critics' Circle                         | 5 de febrero de 2022    | Mejor actor                                               | Brendan Fraser                               | Nominado      | [ 31 ]      |
| London Film Critics' Circle                         | 5 de febrero de 2022    | Mejor actriz de reparto                                   | Hong Chau                                    | Nominada      | [ 31 ]      |
| Mill Valley Film Festival                           | 18 de octubre de 2022   | Favorito del público: cine de EE. UU.                     | The Whale                                    | Ganadora      | [ 32 ]      |
| Montclair Film Festival                             | 30 de octubre de 2022   | Premio Junior del Jurado                                  | The Whale                                    | Ganadora      | [ 33 ]      |
| Críticos de Cine de Nueva York en Línea             | 11 de diciembre de 2022 | Mejor actriz de reparto                                   | Hong Chau                                    | Nominada      | [ 34 ]      |
| Premios Satellite                                   | 3 de marzo de 2023      | Mejor actor de drama                                      | Brendan Fraser                               | Ganador       | [ 35 ]      |
| Premios Satellite                                   | 3 de marzo de 2023      | Mejor guion adaptado                                      | Samuel D. Hunter                             | Nominado      | [ 35 ]      |
| Asociación de Críticos de Cine de San Luis          | 18 de diciembre de 2022 | Mejor actor                                               | Brendan Fraser                               | Ganador       | [ 36 ]      |
| Washington D. C. Area Film Critics Association      | 17 de diciembre de 2022 | Mejor actor                                               | Brendan Fraser                               | Nominado      | [ 37 ]      |
| Washington D. C. Area Film Critics Association      | 17 de diciembre de 2022 | Mejor guion adaptado                                      | Samuel D. Hunter                             | Nominado      | [ 37 ]      |
| Washington D. C. Area Film Critics Association      | 17 de diciembre de 2022 | Mejor interpretación juvenil                              | Sadie Sink                                   | Nominada      | [ 37 ]      |

2022: 2 Premios Óscar, Mejor actor (Fraser) y maquillaje/peluq. 3 nominaciones
2022: Premios BAFTA: 4 nominaciones, incl. mejor actor y actriz secundaria
2022: Globos de Oro: Nominada a mejor actor drama (Fraser)
2022: Festival de Venecia: Sección oficial a concurso
2022: Critics Choice Awards: Mejor actor (Fraser). 4 nominaciones
2022: Sindicato de Productores (PGA): Nominada a mejor película
2022: Sindicato de Actores (SAG): Mejor actor (Fraser). 2 nominaciones
2022: Premios Gotham: Nom. a mejor interpretación protag. (Fraser) y de reparto
2022: Satellite Awards: Mejor actor drama (Fraser)